# Guido af Arezzo
Guido af Arezzo (født ca. 995, død efter 1033) var en italiensk musikteoretiker. Guido spillede en vigtig rolle i udviklingen af et notationssystem.
Det var Giudo, der "opfandt" skalaen og gav dens tonetrin navne efter de 6 første linjer i "Ut queant laxis", en hymne til Johannes Døber fra 8. årh. (tilskrevet Paulus Diaconus).:
Ut queant laxis
resonare fibris
Mira gestorum
famuli tuorum,
Solve polluti
labii reatum,
Sancte Iohannes.
- Si, den 7. tone i skalaen er Johannes' initialer, som man ser.
Ut er i de fleste sammenhænge erstattet af det mere åbne Do, som det f.eks. afspejler sig i benectiner-nonnen  Cecile Gertken, OSB (1902–2001)'s gendigtning:
Do let our voices
resonate most purely,
miracles telling,
far greater than many;
so let our tongues be
lavish in your praises,
Saint John the Baptist
- Wikimedia Commons har flere filer relateret til Guido af Arezzo

1. ↑  Navnet er anført på bokmål og stammer fra Wikidata hvor navnet endnu ikke findes på dansk.